# Santa Maria (Californië)
Santa Maria is de grootste stad in Santa Barbara County in Californië. Naar zeggen heeft deze stad in het verleden de grootste populatie van alle steden in Santa Barbara County gehad, namelijk 90.518. De volkstelling van 2000 wees echter op een inwonersaantal van 77.423. De totale bevolking van de stad plus het omliggende gebied is ongeveer 130.000 inwoners. Dit gebied loopt ongeveer tot aan de stad Guadalupe en de woongemeenschap genaamd Orcutt. Ook leven er nog 12.000 mensen in Nipomo, Santa Maria is de stad die er het dichtst bij in de buurt ligt.

## Geografische ligging
Volgens het US Census Bureau heeft de stad een oppervlakte van 51.2 km². 50.1 km² hiervan is land en 1.1 km² is water.
Santa Maria is gelegen ten noorden van de buurtschap Orcutt en ten zuiden van de Santa Maria rivier (die dient als lijn tussen Santa Barbara County en San Luis Obispo County), op het westen en oosten is Santa Maria omsingeld door agrarische velden. De stad Guadalupe ligt ongeveer negen kilometer ten westen van Santa Maria.

## Demografie
Bij de volkstelling van 2000 waren er in Santa Maria 77.423 inwoners, 22.146 huishoudens en 16.653 families woonachtig in de stad. De bevolkingsdichtheid was destijds 1.546 personen per vierkante kilometer. De rassenverdeling zag er als volgt uit, 58% blanke personen, 2% Afrikaanse Amerikanen, 2% afstammende Amerikanen en 38% mensen met een ander ras.

## Recht en politie

### Rechtbank
Santa Maria heeft een van de twee rechtbanken van de hoogste kwaliteit in Santa Barbara County. De andere is gevestigd in Santa Barbara. Van 2003 tot aan 2005 was het de rechtbank van Santa Maria die het misdrijf dat zou gepleegd zijn door Michael Jackson behandelde, inclusief de zitting van januari 2005 tot aan de dag van 13 juni 2005. Santa Maria was gekozen omdat de rechtbank die eerst was gekozen te klein bleek te zijn om deze zaak te behandelen.

### Politiebureau
De stad Santa Maria heeft een politiebureau die werkt met een telefooncentrale, deze centrale wordt ongeveer 130.000 keer gebruikt in een jaar. Deze afdeling heeft 111 officieren en 49 fulltime personeelsleden. Om de service in Santa Maria zo goed mogelijk te houden, is de stad in drie verschillende divisies ingedeeld: administratie, buitenwacht en steun.

## Geboren in Santa Maria
- Alejandro Patiño, acteur en filmproducent
- Josh Prenot (1993), zwemmer
- Arturo Del Puerto (1976), acteur
- Conrad Ricamora (1979), acteur
- Aurora Snow (1981), porno-actrice en -regisseuse

## Plaatsen in de nabije omgeving
De onderstaande figuur toont nabijgelegen plaatsen in een straal van 24 km rond Santa Maria.